# Галіфакс (Північна Кароліна)
Галіфакс (англ. Halifax) — місто (англ. town) в США, в окрузі Галіфакс штату Північна Кароліна. Населення — 170 осіб (2020).

## Географія
Галіфакс розташований за координатами 36°19′32″ пн. ш. 77°35′24″ зх. д. / 36.32556° пн. ш. 77.59000° зх. д. (36.325487, -77.590102).  За даними Бюро перепису населення США в 2010 році місто мало площу 1,18 км², уся площа — суходіл.

## Демографія
Згідно з переписом 2010 року, у місті мешкали 234 особи в 103 домогосподарствах у складі 58 родин. Густота населення становила 198 осіб/км².  Було 131 помешкання (111/км²).
Расовий склад населення:
| - 67,1 % — білих - 32,1 % — чорних або афроамериканців |

До двох чи більше рас належало 0,0 %. Частка іспаномовних становила 0,4 % від усіх жителів.
За віковим діапазоном населення розподілялося таким чином: 22,2 % — особи молодші 18 років, 59,9 % — особи у віці 18—64 років, 17,9 % — особи у віці 65 років та старші. Медіана віку мешканця становила 43,0 року. На 100 осіб жіночої статі у місті припадало 69,6 чоловіків;  на 100 жінок у віці від 18 років та старших — 65,5 чоловіків також старших 18 років.
Середній дохід на одне домашнє господарство  становив 57 474 долари США (медіана — 48 958), а середній дохід на одну сім'ю — 67 739 доларів (медіана — 70 417). За межею бідності перебувало 8,5 % осіб, у тому числі 0,0 % дітей у віці до 18 років та 24,4 % осіб у віці 65 років та старших.
Цивільне працевлаштоване населення становило 125 осіб. Основні галузі зайнятості: освіта, охорона здоров'я та соціальна допомога — 32,0 %, роздрібна торгівля — 13,6 %, виробництво — 10,4 %, будівництво — 10,4 %.